# دان هيل
دان هيل (بالإنجليزية: Dan Hill)‏ (و. 1954  م) هو مغني، وكاتب أغاني، وكاتب، ومغن مؤلف كندي، ولد في تورونتو، يستخدم آلات بيانو، وقيثارة.

## جوائز وترشيحات
حصل على جوائز منها:
- جائزة غرامي لألبوم السنة، عن عمل: Falling into You [الإنجليزية]‏ (1996)
- جائزة جونو لأفضل كاتب موسيقي في السنة [الإنجليزية]‏، عن عمل: Sometimes When We Touch [الإنجليزية]‏ (1979)
- جائزة جونو لأفضل كاتب موسيقي في السنة [الإنجليزية]‏، عن عمل: Sometimes When We Touch [الإنجليزية]‏ (1978)
- جائزة جونو لألبوم السنة [الإنجليزية]‏، عن عمل: Longer Fuse [الإنجليزية]‏ (1978).

ترشح لـ:
- جائزة غرامي لألبوم السنة، عن عمل: Falling into You [الإنجليزية]‏ (1996)
- جائزة جونو لأفضل أغنية منفردة في السنة [الإنجليزية]‏ (1979)
- جائزة جونو لأفضل كاتب موسيقي في السنة [الإنجليزية]‏، عن عمل: Sometimes When We Touch [الإنجليزية]‏ (1979)
- جائزة جونو لأفضل فنان فلكلور في السنة [الإنجليزية]‏ (1979)
- جائزة جونو لأفضل فنان فلكلور في السنة [الإنجليزية]‏ (1978)
- جائزة جونو لأفضل أغنية منفردة في السنة [الإنجليزية]‏ (1978)
- جائزة جونو لأفضل كاتب موسيقي في السنة [الإنجليزية]‏، عن عمل: Sometimes When We Touch [الإنجليزية]‏ (1978)
- جائزة جونو لألبوم السنة [الإنجليزية]‏، عن عمل: Longer Fuse [الإنجليزية]‏ (1978)
- جائزة جرامي لأفضل أداء  بوب  صوتي رجالي  [لغات أخرى]‏ (1978)
- جائزة جونو لأفضل فنان فلكلور في السنة [الإنجليزية]‏ (1977).

## روابط خارجية
- دان هيل على موقع IMDb (الإنجليزية)
- دان هيل على موقع ميوزك برينز (الإنجليزية)
- دان هيل على موقع إن إن دي بي (الإنجليزية)
- دان هيل على موقع ديسكوغز (الإنجليزية)